# Indie na Letních olympijských hrách 1948
Indie se účastnila Letní olympiády 1948 v Londýně. Zastupovalo ji 86 sportovců ve 9 sportech.

## Medailisté
| Medaile | Jméno | Sport         | Soutěž      |
| ------- | --- | ------------- | ----------- |
| Zlato   | Leslie Claudius Keshav Dutt Walter D'Souza Lawrie Fernandes Ranganathan Francis Gerry Glacken Akhtar Hussain Patrick Jansen Amir Kumar Kishan Lal Leo Pinto Jaswant Singh Rajput Latif-ur-Rehman Reginald Rodrigues Balbir Singh st. Randhir Singh Gentle Grahanandan Singh K. D. Singh Trilochan Singh Maxie Vaz | Pozemní hokej | turnaj mužů |